# Meterana tartaraea
Meterana tartaraea là một loài bướm đêm trong họ Noctuidae.